# Blenda Bartels
Blenda Bartels (Belo Horizonte, 21 de outubro de 1961) é uma ex-voleibolista indoor brasileira que se destacou na posição de levantadora por clubes e pela Seleção Brasileira. Atuou inicialmente na categoria infanto-juvenil, conquistando a medalha de prata no Campeonato Sul-Americano de 1978 na Argentina. Pela seleção principal, disputou uma edição da Copa do Mundo no Japão em 1981, foi medalha de prata no Mundialito de 1982 e no mesmo ano disputou o Campeonato Mundial no Peru.

## Carreira
Blenda iniciou sua trajetória na Seleção Brasileira em 1978, oportunidade em que representou o país na categoria infanto-juvenil, disputando o Campeonato Sul-Americano em Buenos Aires e conquistando a medalha de prata.
Pela seleção principal, disputou a edição da Copa do Mundo no Japão em 1981, quando obteve a oitava posição ao final da competição.
Convocada para a Seleção Brasileira em 1982, disputou a edição do Mundialito de 1982 realizado em São Paulo, no Ginásio do Ibirapuera, em preparação para o Campeonato Mundial em Lima, Peru, neste mesmo ano, e conquistou com a seleção a medalha de prata.
A então jogadora do Minas Tênis Clube com apenas 20 anos de idade vestiu a camisa número 2 da seleção no Campeonato Mundial sediado no Peru em 1982, e encerrou na oitava colocação.
Esteve na Seleção Brasileira em todas as categorias e na seleção principal até 1984, e após encerrar sua carreira como profissional continuou nas quadras, só que como atleta na categoria máster. Disputou competições na categoria 45+ em 2006, sendo finalista do Campeonato Brasileiro, atuando em todas as posições quando necessário, exceto como central. Mesmo com o joelho direito submetido a intervenção cirúrgica em fevereiro deste ano, contribuiu para que a equipe do Minas Tênis Clube alcançasse este feito, atuando como oposta.

## Títulos e Resultados
- 1982-8º lugar do Campeonato Mundial (Lima,  Peru) [6]
- 1981-8º lugar da Copa do Mundo ( Japão)[3]

## Premiações Individuais
[carece de fontes?]